# 278

## Догађаји
- Цар Проб побеђује Алемане, напредујући кроз долину Некара. Протерује Франке из Галије и реорганизује римску одбрану на Рајни.
- Проб насељава германска племена у разорене провинције Римског царства. Усваја титуле Готик Максимус и Германик Максимус.
- Пиратство дуж обале Ликије и Памфилије: Римљани опседају град Кремну (Писидија) и убијају исаврског разбојника Лидија.